# Gérard Krimmel
Gérard Krimmel (* 1944 in Straßburg) ist ein deutscher Maler.

## Leben
Gérard Krimmel besuchte von 1965 bis 1971 die Akademie der Bildenden Künste in Stuttgart. Als Student hat er in Bodman bei der Sommerakademie mitgewirkt. Zwischen 1971 und 1972 unterrichtete er als künstlerisch-technischer Lehrer an der Akademie der Bildenden Künste Stuttgart und Gastdozent an der Hochschule für Bildende Künste in Kassel im Entwurf- und Druckseminar. Seit 1971 arbeitet er als freischaffender Künstler und lebt in Weil im Schönbuch. Er hatte zwischenzeitlich diverse Seminarleitungen und Studien- und Arbeitsaufenthalte in Europa und Nordafrika.

## Einzel- und Gruppenausstellungen (Auswahl)
- 1976 Zwischen Industrie und Kunst – Designcenter Stuttgart, Österreichisches Museum für angewandte Kunst, Wien
- 1986 Künstler im Landkreis Böblingen – Landratsamt Böblingen
- 1988 Ausstellung im Kurt Neubert Klub – Sömmerda, DDR
- 1988 Statt mich zu töten – Ausstellung über Suizidproblematik in Mauren / Ehningen
- 1992 Städtisches Museum Szentendre / Budapest
- 1994 Reflexe und Kommunikation – München, Nürnberg, Ausstellungen und Performances, Musik und Malerei
- 1994 Kunst in der Werkhalle – Mercedes-Benz, Köngen, Gebrauchtwagencenter NGC
- 1995 Bahnsteig 95 – Ortsspezifische Installationen auf 12 Bahnhöfen, Deutsche Bahn AG, Forum Bahnhof, VBKW und BBKV
- 1997 Die »street« Jugendstraße – Landesgartenschau Mosbach
- 1999/2000 Rochade – Palazzo Mostre e Congressi, Alba / Italien – Galerie Contact, Böblingen
- 2000 Schutzengel – Evangelische Landeskirche, Kloster Maulbronn und Alpirsbach, Martinskirche Hildrizhausen
- 2003 Lebensadern – multimediale Performance, Kriegsstollen Böblingen, Tanz, Musik, Poesie, Objekt und Raum
- 2005 FeldArt – Work in Progress, Projekt des evangelischen Bauernwerks in Württemberg, Künstler, Bauern und Kirche
- 2006 Cinq Artistes Allemands – maison commune du vieux villages d’Oingt, Frankreich
- 2006 2 + 2 = 4 × art – Ausstellung im Haus der Ungarndeutschen (HdU), Budapest
- 2007 Das letzte Mahl – Einzelausstellung im Deutschen Bauernkriegsmuseum Böblingen
- 2009 Sturmläuten – Einzelausstellung im Rathaus Herdwangen – Herdwangen-Schönach

## Kunst am Bau, künstlerische Konzeptionen, Planungen und Realisierungen in Planungspartnerschaften (Auswahl)
- Seit 1991 wirkt Gérard Krimmel in nachfolgenden Projekten:
  - künstlerische Konzeption und Bildtafeln zur corporate identity Firma igepa, Reinbek
  - LGS Mosbach »street«
  - Agora-Park Bitterfeld / Pouch Expo 2000
  - Farbgestaltung Rathausneubau Neubulach
  - Künstlerisches Gesamtkonzept für den Erweiterungsbau der Senioren-Wohnanlage Holzgerlingen
  - Fassadengestaltung Treppenturm der Wohn- und Geschäftsanlage Eberhardstraße Holzgerlingen
  - Lichtkonzept Kirchenumfeld und Rathausplatz Dettingen u.T. und Neugestaltung Ehrenmal
- Arbeitsstipendium im Cill Rialaig Project, Ballinskelligs, Co. Kerry, Irland 2006
- Symposien, Aktionen seit 1989 mit dem VBKW Region Böblingen und dem Kunstverein Böblingen
- Mitautor in verschiedenen Wettbewerben, Schriften, Veröffentlichungen, Kataloge, Vorträge, Einführungen
- Vertreten in Sammlungen der öffentlichen Hand, von Privatpersonen und Wirtschaftsunternehmen
- Mitglied im Bundesverband Bildender Künstlerinnen und Künstler, VBK Württemberg
- Mitglied im Kunstverein für Stadt und Landkreis Böblingen e. V.